# Stadacona
Stadacona byla velká irokézská osada nacházející se v 16. století na místě dnešního Québecu. Její obyvatelé etnicky přináleželi k tzv. svatovavřineckým Irokézům. Do této osady zavítal v roce 1535 na své druhé objevitelské výpravě zálivem sv. Vavřince Jacques Cartier (jejím tehdejším náčelníkem byl Donnacona). Osada zanikla někdy v průběhu 16. století patrně v důsledku nemocí zavlečených Evropany a zuřivých válek se sousedními kmeny (Mohawky a Algonkiny). Když Samuel de Champlain navštívil oblast v roce 1608, nenalezl už žádné stopy osídlení a bývalé území osady sloužilo výše zmíněným kmenům jako občasné loviště.